# Водне (Василівський район)
Во́дне —  село в Україні, у Роздольській сільській громаді Василівського району Запорізької області. Населення становить 106 осіб. До 2020 орган місцевого самоврядування — Високівська сільська рада.

## Географія
Село Водне розташоване на відстані 2 км від сіл Радісне, Трудолюбимівка та Суворе. Поруч проходить автошлях міжнародного значення М18E105.

## Населення

### Мова
Розподіл населення за рідною мовою за даними перепису 2001 року:
| Мова       | Кількість | Відсоток |
| ---------- | --------- | -------- |
| українська | 89        | 83.96%   |
| російська  | 16        | 15.10%   |
| білоруська | 1         | 0.94%    |
| Усього     | 106       | 100%     |

## Історія
Село засноване 1810 року німецькими менонітами. Первинна назва села — Васарау
У 1945 році перейменоване в село Водне.
22 листопада 2017 року Високівська сільська рада об'єднана з Роздольською сільською громадою.
12 червня 2020 року, відповідно до розпорядження Кабінету Міністрів України № 713-р «Про визначення адміністративних центрів та затвердження територій територіальних громад Запорізької області», увійшло до складу Роздольської сільської громади.
19 липня 2020 року, в результаті адміністративно-територіальної реформи і ліквідації Михайлівського району, село увійшло до складу Василівського району.